# Теодор Майман
Теодор Майман (англ. Theodore Harold Maiman; 11 липня 1927, Лос-Анджелес — 5 травня 2007, Ванкувер) — американський фізик, що створив перший у світі працюючий лазер.

## Освіта
Майман народився в Лос-Анджелесі. Щоб оплатити навчання в коледжі займався ремонтом електро- та радіоприладів. У 1949 році закінчив університет Колорадо та отримав ступінь бакалавра в галузі інженерної фізики. Після цього вступив до Стенфордського університету, де отримав ступінь магістра в 1951 році, а пізніше також ступінь доктора філософії (1955 рік).

## Наукова діяльність
У 1955 році Майман приєднався до досліджень в Х'юзькій науково-дослідній лабораторії, Маямі. 
16 травня 1960 року Т. Майман створив перший у світі рубіновий лазер. Він обійшов у цьому змаганні провідні компанії, такі як Lincoln Labs, IBM, Westinghouse, Siemens, RCA Labs, GE, Bell Labs, TRG тощо.
7 липня 1960 року Теодор Майман презентував свій лазер. Його основу складав монокристал штучного рубіна, що створював інтенсивне випромінювання червоного кольору. Промінь лазера здатний долати великі відстані, майже не розходячись, й концентрувати оптичну енергію на маленькій ділянці.
Майман заснував свою компанію Корад Корпорейшн, що перетворилась на провідного розробника і виробника потужних лазерів.